# Conflit du Benishangul-Gumuz
 (octobre 2022).
La mise en forme du texte ne suit pas les recommandations de Wikipédia : il faut le « wikifier ».
Les points d'amélioration suivants sont les cas les plus fréquents. Le détail des points à revoir est peut-être précisé sur la page de discussion.
- Les titres sont pré-formatés par le logiciel. Ils ne sont ni en capitales, ni en gras.
- Le texte ne doit pas être écrit en capitales (les noms de famille non plus), ni en gras, ni en italique, ni en « petit »…
- Le gras n'est utilisé que pour surligner le titre de l'article dans l'introduction, une seule fois.
- L'italique est rarement utilisé : mots en langue étrangère, titres d'œuvres, noms de bateaux, etc.
- Les citations ne sont pas en italique mais en corps de texte normal. Elles sont entourées par des guillemets français : « et ».
- Les listes à puces sont à éviter, des paragraphes rédigés étant largement préférés. Les tableaux sont à réserver à la présentation de données structurées (résultats, etc.).
- Les appels de note de bas de page (petits chiffres en exposant, introduits par l'outil «  Source ») sont à placer entre la fin de phrase et le point final[comme ça].
- Les liens internes (vers d'autres articles de Wikipédia) sont à choisir avec parcimonie. Créez des liens vers des articles approfondissant le sujet. Les termes génériques sans rapport avec le sujet sont à éviter, ainsi que les répétitions de liens vers un même terme.
- Les liens externes sont à placer uniquement dans une section « Liens externes », à la fin de l'article. Ces liens sont à choisir avec parcimonie suivant les règles définies. Si un lien sert de source à l'article, son insertion dans le texte est à faire par les notes de bas de page.
- La présentation des références doit suivre les conventions bibliographiques. Il est recommandé d'utiliser les modèles {{Ouvrage}}, {{Chapitre}}, {{Article}}, {{Lien web}} et/ou {{Bibliographie}}. Le mode d'édition visuel peut mettre en forme automatiquement les références.
- Insérer une infobox (cadre d'informations à droite) n'est pas obligatoire pour parachever la mise en page.

Pour une aide détaillée, merci de consulter Aide:Wikification.
Si vous pensez que ces points ont été résolus, vous pouvez retirer ce bandeau et améliorer la mise en forme d'un autre article.
Le conflit du Benishangul-Gumuz est un conflit armé se déroulant depuis 2019 en Éthiopie principalement dans la zone de Metekel de l'état de Benishangul-Gumuz. Ce conflit oppose le gouvernement éthiopien à des milices principalement d'ethnie Amharas et Gumuz. L'origine du conflit provient de tension ethnique due à la différence de droit selon l'ethnie et la limitation de perspective économique due également à l'ethnie.

## Contexte

### Tensions ethniques
L'état du Benishangul-Gumuz abrite plusieurs ethnies différentes, notamment les Gumuz, Berta, Shinasha (en), Mao (en), Kwama (en) et Fadashi (en). Les Gumuz ont eu des tensions avec les migrants agricoles Amhara, Oromos, Tigréens et Agew, qui dans la zone de Metekel constituent des groupes ethniques minoritaires. Les acquisitions foncières à grande échelle par des investisseurs locaux et étrangers ont chassé les Gumuz de la terre. La constitution de Benishangul-Gumuz a été révisée en 2002 pour désigner les Gumuz, Shinasha, Berta, Kwama et Mao comme « propriétaires » et a privé de leurs droits tous les autres groupes ethniques en tant que résidents, mais pas citoyens, limitant leurs perspectives de participation économique et de représentation politique. Les Gumuz auraient formé des milices telles que Buadin et le Front de libération Gumuz qui ont organisé des attaques contre ceux considérés comme des « colons ». Les responsables locaux ont admis puis se sont excusés d'avoir orchestré des meurtres ethniques comme moyen de repousser le Parti de la prospérité de l’accession au pouvoir, qui prévoyait d'éliminer l'autonomie des groupes ethniques du pays. Certains groupes Amhara demandent que Metekel soit incorporé à leur région. Le président de la milice Amhara Fano, Solomon Atanaw, a déclaré en mars 2020 que Fano ne se désarmerait pas tant que la zone de Metekel ne fasse partie de la région d'Amhara. Lors d'une réunion publique avec le Premier ministre, Abiy Ahmed le 22 décembre, le représentant de la zone de Kamashi a attribué les violences à un groupe du front de libération oromo.
Au même moment, le gouvernement fédéral menait une guerre contre le Front de libération du peuple du Tigré (TPLF) et a souvent blâmé le TPLF pour les problèmes dans tout le pays. Ashadli Hussein, président de l'état de Benishangul-Gumuz, a accusé le TPLF de détenir le contrôle de l'état et a déclaré qu'il existait de nombreux groupes associés à des partis politiques encourageant le conflit armé.

### Tension internationale
Benishangul-Gumuz abrite également le barrage de la Renaissance (GERD), qui a provoqué des tensions avec le Soudan et l'Égypte voisins en raison de l'effet du barrage sur le Nil en aval. Le Soudan a récemment revendiqué le district de Guba dans la zone de Metekel la plus proche du Soudan où se trouve le GERD, citant la croyance que Guba a été offert à l'empereur Menelik II par Khalifa Abdullahi. Le gouvernement a accusé l’Égypte d'aider la milice Gumuz. Le gouvernement fédéral éthiopien, dirigé par le Parti de la prospérité (PP), a attribué la responsabilité majeure des massacres au TPLF et au gouvernement égyptien en relation avec le GERD, Towabeb Mehret du PP déclarant : « Les groupes qui bénéficient de cette violence sont des terroristes qui reçoivent des ordres du TPLF ». Le chercheur de l'Université d'Assosa, Tsegaye Berhanu, a critiqué ce point de vue, déclarant que « le gouvernement ne devrait pas externaliser les problèmes et pointer du doigt les partis politiques d'opposition. Il devrait essayer de comprendre les véritables causes [de la violence] et s'y attaquer ».

## Chronologie

### 2019

#### Juin
Une Tentative de coup d'état dans l'Amhara a eu lieu le 22 juin 2019. Tôt le matin du 23 juin, des hommes armés soupçonnés de soutenir le chef de la tentative de coup d'État ont tué 37 personnes et en ont blessé 18 dans la zone de Metekel.

### 2020

#### Septembre
Des semaines d'attaques contre des civils ont eu lieu dans la zone de Metekel début septembre, en particulier à Bulan. Le réseautage social a permis d'estimé à 150 le nombre de décès, ce qu'Atinkut Shitu, administrateur de la zone, a contesté. D'après le réseautage résumés par Addis Standard, les cibles étaient des Amharas. Les responsables ont déclaré que les attaques n'avaient aucune motivation ethnique.

#### Octobre
12 à 40 personnes ont été tuées lors d'une dispute personnelle au sujet d'une arme à feu volée dans la zone de Metekel. Les politiciens Amharas affirment qu'il s'agissait d'une attaque contre des membres ethnique Amhara par des milices Gumuz.

#### Novembre
Une Attaque le 14 novembre contre un bus de passagers à Benishangul-Gumuz fait 34 victimes.

#### Décembre
En décembre, Ashadli a déclaré que les forces de sécurité fédérales et régionales se coordonnaient pour « anéantir les "forces anti-paix ", les arrêter et confisquer les armes à feu ». Le vice-président de l'état de Benishangul-Gumuz, Getahun Abdisa, a décrit les actions dans la région comme des « efforts coordonné entre le gouvernement régional, le gouvernement fédéral, la police régionale, les forces anti-insurrectionnelles et de sécurité » pour détenir des membres de « groupes criminels ». Le 21 décembre, le poste de commandement de Benishangul-Gumuz a déclaré qu'il menait une « chasse au porte-à-porte » des auteurs présumés des violences.
Le poste de commandement de la zone de Metekel a tué 23 insurgés à Dangur qui seraient associés au TLPF.
le 15 décembre, des civils ont été tués dans les woredas de Dangur et Dibate. Les responsables de la région d'Amhara ont déclaré que les victimes étaient des Amharas, tués en raison de leur identité ethnique. Les responsables de Benishangul-Gumuz n'étaient pas d'accord avec l'identification du conflit comme « une violence communautaire entre diverses nations ». Addis Standard a estimé le 22 décembre que les attaques de la zone Metekel avaient tué 24 personnes.

##### Massacre de Metekel
Dans la nuit du 22 au 23 décembre 2020, un massacre et l'incendie de maisons a lieu dans le Qebelé de Bikuji, dans la zone de Metekel. Le 23 décembre, la Commission des Droits de l'Homme Ethiopienne (en)(CDHE) a dénombré 100 morts. D'autres sources indiquent que 220 personnes ont été tuées, principalement des Amharas, des Oromos et des Shinashas par une milice présumée Gumuz. Les autorités ont réagi en tuant 42 suspects et en arrêtant 7 responsables.

### 2021

#### Janvier
Entre 5h00 et 7h00 du matin le 12 janvier à Dalleti (en) dans la zone de Metekel, 82 civils ont été tués et 22 blessés lors d'une attaque, selon la (CDHE).

#### Février
Le 26 février, les « forces de sécurité gouvernementales » ont tué 26 civils non armés à Dibate.

#### Avril
Un groupe armé non identifié a pris le contrôle du comté de Sedal Woreda dans la zone de Kamashi.

#### Mai
Le 18 mai, des membres du Mouvement Démocratique Gumuz (MDG) ont signé un mémorandum d'entente avec le gouvernement régional acceptant de suivre une formation de réintégration dans la région. Malgré cela, d'autres groupes armés comme le MDG ont continué à perpétrer de violentes attaques contre les populations civiles, retardant les élections éthiopiennes. Plus tard dans le mois, le 22 mai, des membres présumés du Mouvement de Libération Gumuz sont entrés dans Nejo, dans la région d'Oromo, et y ont tué 6 personnes et en ont blessé une. Ils ont également incendié des maisons.

#### Juillet
Le 28 juillet, le gouvernement a déclaré avoir tué 95 membres du MDG lors d'une opération à Awolbegu kebele, dans le district de Sherkole. 5 membres du TPLF auraient également été tués.

## Processus de paix
Le 22 décembre 2020, Abiy Ahmed s'est entretenu avec des habitants de la zone de Metekel, le Ministre de la paix (en) Muferiat Kamil, le chef d'état-major de l'armée Birhanu Jula (en), Ashadli Hussein et d'autres responsables.
En décembre 2020, Ashadli a déclaré que le Ministère de la paix coordonnerait la création d'une commission de vérité et de réconciliation composé de personnes des régions de Benishangul-Gumuz et d'Amhara.
Fin février 2021, plusieurs forums de paix ont eu lieu à Gilgil Beles, la capitale de la zone de Metekel. Le gouvernement fédéral a commencé à créer une « milice d'autodéfense multiethnique », qui comptait 9 000 membres en 2021. Tsegaye Berhanu, chercheur à l'université d'Assosa, a critiqué la création de la milice, déclarant : « Armer des groupes non armés revient à encourager la vengeance et place la région dans un piège de conflit sans fin ».

## Victimes

### Massacres de civils
Les massacres de civils dans la zone de Metekel ont commencé le 23 juin 2019, le lendemain de la tentative de coup d'État de la région d'Amhara, et se sont poursuivis en septembre, octobre, novembre, et décembre 2020, puis en janvier et février 2021.

### Personnes déplacées
Plus de 100 000 personnes ont été déplacées par le conflit en février 2021 et 7 000 ont fui vers le Soudan voisin.